# Maria Königin (Meerholz)

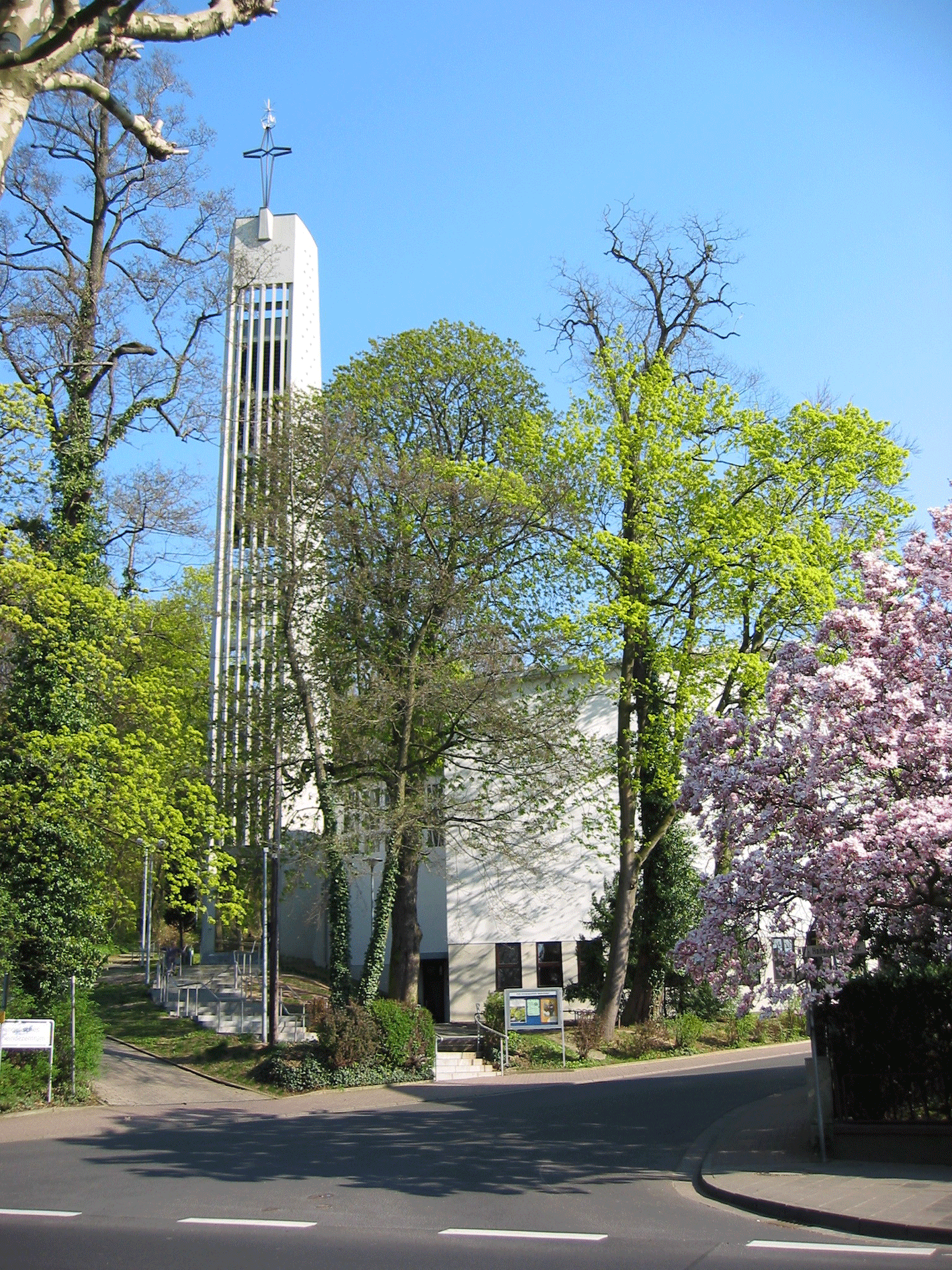
Maria Königin (Meerholz)

Die römisch-katholische, denkmalgeschützte Kirche Maria Königin steht in Meerholz, einem Stadtteil der Kreisstadt Gelnhausen im Main-Kinzig-Kreis in Hessen. Die Kirche gehört zur Pfarrei St. Raphael im Pastoralverbund St. Raphael Kinzigtal im Dekanat Kinzigtal des Bistums Fulda.

## Beschreibung
Die moderne Kirche mit dem Patrozinium Maria Königin wurde 1958/59 von Reinhard Hofbauer gebaut. 
Die Kirche wird durch einen Vorraum betreten, in dem sich das Baptisterium und die Statue des Antonius von Padua befinden. Der anschließende Innenraum hat im Grundriss ein gleichschenkliges Dreieck. In seinem Zentrum steht der Altar.

## Orgel
Die von Bernhard Schmidt gebaute und am 28. Juni 1970 eingeweihte Orgel mit ursprünglich sechs Registern wurde in den Folgejahren ergänzt, zuletzt 1986 um das Trompetenregister; seitdem hat sie insgesamt 1072 Pfeifen in 16 Registern auf zwei Manualen und Pedal. Sie wurde 2009 von Andreas Schmidt Orgelbau (Gelnhausen) grundlegend renoviert und klanglich optimiert. Ihre Disposition lautet seither:
| I Hauptwerk C– |       |
| Principal      | 8′    |
| Rohrflöte      | 8′    |
| Oktave         | 4′    |
| Mixtur         | 1 ⁄3′ |
| Trompete       | 8′    |

| II Oberwerk C– |       |
| Holzgedackt    | 8′    |
| Spitzgemshorn  | 4′    |
| Principal      | 2′    |
| Quinte         | 1 ⁄3′ |
| Cymbel III     |       |
| Krummhorn      | 8′    |
| Tremulant      |       |

| Pedal C–  |     |
| Subbass   | 16′ |
| Oktavbass | 08′ |
| Pommer    | 04′ |
| Posaune   | 16′ |

## Geläute
Im nach oben sich verjüngenden, 35 Meter hohen Campanile hängen vier Kirchenglocken aus Bronze, die 1964 von Feldmann & Marschel gegossen wurden. 
| Name                 | Schlagton | Gewicht (kg) | Inschrift                                             |
| -------------------- | --------- | ------------ | ----------------------------------------------------- |
| St. Josefsglocke     | ges′      | 810          | HEILIGER JOSEF, PATRON DER STERBENDEN, BITTE FÜR UNS. |
| Maria-Königin-Glocke | b′        | 370          | SALVE REGINA, MATER MISERICORDIAE.                    |
| Christ-König-Glocke  | des²      | 215          | CHRISTUS VINCIT, CHRISTUS REGNAZ,CHRISTUS IMPERAT.    |
| Schutzengel-Glocke   | es²       | 148          | HL. SCHUTZENGEL, BEHÜTE UNSERE WEGE.                  |